# Colt Mustang
Colt Mustang лінійка з двох легких кишенькових пістолетів одинарної дії під набій .380 ACP, виробництва Colt's Manufacturing Company. Випуск лінійки тривав з 1983 по 1996 роки під назвою Colt Mustang та з 2011 до тепер випускають модель Mustang на рамі зі сплаву, а також полімерну версію, Colt Mustang XSP.

## Історія
В 1983 році компанія Кольт представила Colt Mark IV/ Серії 80 Government Model -.380 Auto. Цей кишеньковий пістолет зовнішнім видом був схожий на пістолет Colt M1911. Очевидна відмінність Government Model .380 від повнорозмірної M1911 Government Model є зменшення розміру на 78 відсотків. З заводу версія .380 Government Model йшла з магазином 7+1. В 1986 році компанія Кольт представила спрощену версію свого пістолета .380 калібру з вкороченими стволом, затвором та рамою руків'я, яка вміщала на два набої менше, і продавалася під назвою Mustang. В 1987 році було представлено версію Pocket Light для підвищення популярності завдяки зменшеній вазі зброї. В 1988 році було представлено версію Mustang Plus II, яка мала подовжену раму руків'я у порівнянні з оригінальним пістолетом Government Model. Версія Mustang Plus II отримала свою назву через те, що місткість магазина збільшилася на 2 набої у порівнянні з версією Mustang.  Через кілька років компанія Кольта змінили пружину та штовхач в магазині пістолета Mustang, що дозволило збільшити місткість магазина до 6 набоїв.
В 1993 році було представлено версію Night Light .380 з нічними прицілами Bar Dot Tritium.  В 1996 році Кольт додав воронену та неіржавну рами. В 2011 році компанія Кольт представила зняту раніше з виробництва версію Mustang Pocketlite, в 2013 році було представлено Colt Mustang XSP, версію на полімерній рамі з оновленою конструкцією.

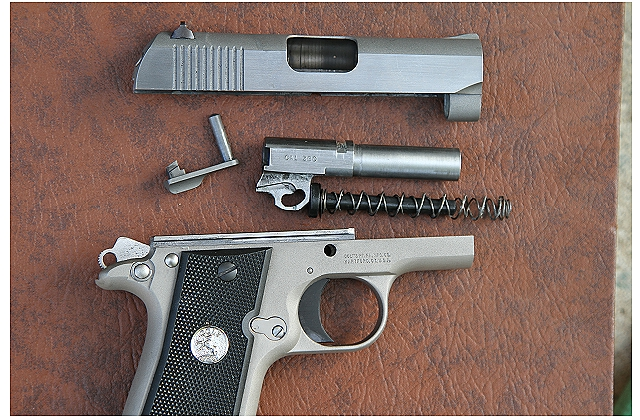
Розібраний Colt Mustang Pocket Lite disassembled